# Templeuve-en-Pévèle
Templeuve-en-Pévèle é uma comuna francesa na região administrativa de Altos da França, no departamento do Norte. Estende-se por uma área de 15.84 km². Em 2010 a comuna tinha 6 282 habitantes (densidade: 396,6 hab./km²).